# 南昌蜚英塔
28°38′31″N 116°03′09″E / 28.64194°N 116.05250°E
蜚英塔位于中国江西省南昌县麻丘镇宝塔村，1987年被列为江西省文物保护单位。
蜚英塔建于明天启元年(1621年)，为楼阁式砖塔。平面呈六边形，塔身七层，高约35米。内有砖阶通往顶层。抗日战争期间遭受日军炮击，塔身严重损伤。1982年、1985年两次修葺。